# Travis CI
Travis CIは、GitHub上のソフトウェアのビルドやテストを行う、オンラインで分散型の継続的インテグレーション (CI) サービスである。
オープンソースのプロジェクトであれば travis-ci.org で無料で、プライベートプロジェクトであれば travis-ci.com で有料で利用できる。TravisProはプロプライエタリソフトウェアの利用者環境へのカスタムデプロイに対応している。
自由ソフトウェアであり、ソースコードはMITライセンスのもとGitHubで公開されているが、開発元によれば、これを一般のユーザーが自身の環境に組み入れるのは困難である。

## 設定
リポジトリのルートディレクトリに .travis.yml というYAML形式のテキストファイルを配置し、設定を行う。 プログラミング言語、ビルドやテストの環境（ソフトウェアの依存関係など）、その他の各種パラメータが設定可能である。

## 運用
Travis CIは、異なるソフトウェアがインストールされた多様な環境でテストを実行することができる（たとえば互換性テストのため古い処理系がインストールされた環境など）。C、C++、C#、Clojure、D、Erlang、F#、Go、Groovy、Haskell、 Java、JavaScript、Julia、Perl、PHP、Python、R、Ruby、Rust、Scala、Visual Basicなど多数の言語に対応している。Plone、Ruby on Rails、Ruby、Node.jsといった著名なオープンソースプロジェクトに採用されており、2013年2月時点で8056以上のJavaScriptプロジェクトが使用している。

## 統合
カバレッジ解析や静的解析などを行う外部ツールを利用できる。